# Гвидобальдо II делла Ровере
Гвидобальдо II делла Ровере (итал. Guidobaldo II Della Rovere; 2 апреля 1514, Урбино — 28 сентября 1574) — 5-й герцог Урбино из рода Делла Ровере.

## Биография
Гвидобальдо II был сыном герцога Урбинского Франческо Мария I делла Ровере и его супруги, Элеоноры Гонзага. В 1532 году Гвидобальдо участвовал во всеобщем смотре войск Венецианской республики, главнокомандующим которыми в то время был его отец. В 1534 году женится на Джулии да Варано, дочери синьора Камерино. Этот брак служил в первую очередь политическим целям — а именно, распространению влияния герцогов Урбино на Среднюю Италию (в частности — на область Марке). У герцога и Джулии родилась дочь Виргиния Фельтрия делла Ровере (1544—1571, замужем в первом браке за Федерико Борромео (в 1560—1562), во втором браке (с 1569) — за Фердинандо Орсини, герцогом Гравина). В 1546 году Гвидобальдо становится командующим венецианскими армиями.
В 1547 году Джулия Варано скончалась. В 1548 году Гвидобальдо II вступает в брак вторично — с Викторией Фарнезе, дочерью герцога Пармского Пьера-Луиджи II Фарнезе. В этой семье родился наследник Гвидобальдо, Франческо Мария II делла Ровере, а также две дочери:
- Изабелла делла Ровере, замужем за Никколо Сансеверино, князем Бисиньяно,
- Лавиния Фельтрия делла Ровере, замужем за Альфонсо Феличе д’Авалос, князем Франкавилла.

Гвидобальдо II делла Ровере был покровителем итальянского шахматиста Паоло Бои.